# 胱天蛋白酶3
胱天蛋白酶3（英语：Caspase 3）是一种在人类中由CASP3基因编码的酶。该酶能与胱天蛋白酶8和胱天蛋白酶9产生相互作用。许多可获得完整基因组数据的哺乳动物都已鉴定出CASP3直系同源物。鸟类、蜥蜴、滑体动物和真骨类中也存在独特的直系同源物。
胱天蛋白酶3是胱天蛋白酶（Caspase）家族的成员。胱天蛋白酶的连续激活在细胞凋亡的执行阶段发挥着核心作用。胱天蛋白酶以无活性的酶原形式存在，在保守的天冬氨酸残基处经历蛋白水解加工，产生一大一小两个亚基，然后二聚化形成活性酶。该蛋白酶可裂解并激活胱天蛋白酶6和7，其本身则由胱天蛋白酶8、9和10加工和激活。该蛋白酶是参与裂解前类淀粉蛋白质的主要胱天蛋白酶，而前类淀粉蛋白质与阿茲海默症中的神经元死亡有关。该基因的选择性剪接会产生编码相同蛋白质的两个转录变体。
|  |  |

胱天蛋白酶3具有许多目前已知的胱天蛋白酶共有的典型特征。例如，其活性位点包含半胱氨酸残基（Cys-163）和组氨酸残基（His-121），当它位于特定的4个氨基酸序列中时，它能够稳定蛋白质序列肽键裂解到天冬氨酸的羧基末端侧。这种特异性使得胱天蛋白酶具有有极高的选择性，对天冬氨酸的偏好是谷氨酸的2万倍。胱天蛋白酶在细胞中的一个关键特征是它们以未活化的前酶形式存在，称为胱天蛋白酶原，直到生化变化引起它们的激活为止。每个胱天蛋白酶原都有一个约20kDa的N端大亚基，后面跟着一个约10kDa的小亚基，分别称为p20和p10。

## 底物特异性
正常情况下，胱天蛋白酶识别其底物上的四肽序列并水解天冬氨酸残基后的肽键。胱天蛋白酶3和7通过识别四肽基序Asp-x-x-Asp共享类似的底物特异性。C端天冬氨酸是绝对必需的，而其他三个位置的变化是可以容忍的。胱天蛋白酶底物特异性已广泛应用于基于胱天蛋白酶的抑制剂和药物设计。

## 结构

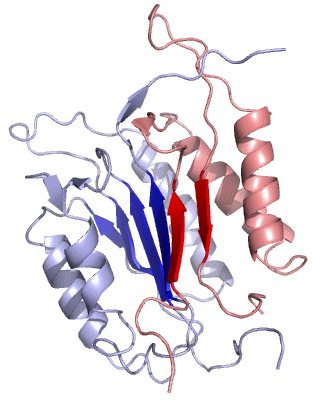
胱天蛋白酶3的p12（粉色）和 p17（浅蓝色）亚基，其β折叠结构分别为红色和蓝色；在Pymol中从1rhm.pdb生成的图像

胱天蛋白酶3（也称为CPP32、Yama或apopain）是由一个32kDa的酶原形成，该酶原被切割成17kDa和12kDa亚基。当胱天蛋白酶原在特定残基处裂解时，活性异四聚体就能通过疏水相互作用形成，导致来自p17的四个反平行β折叠和来自p12的两个反平行β折叠结合在一起形成异二聚体，该异二聚体又与另一个异二聚体相互作用形成完整的由α螺旋包围的12链β折叠结构，这是胱天蛋白酶特有的。当异二聚体头尾相连时，分子两端各有一个由两个参与亚基的残基形成的活性位点，尽管必要的Cys-163和His-121残基位于p17（较大的）亚基上。

## 机制

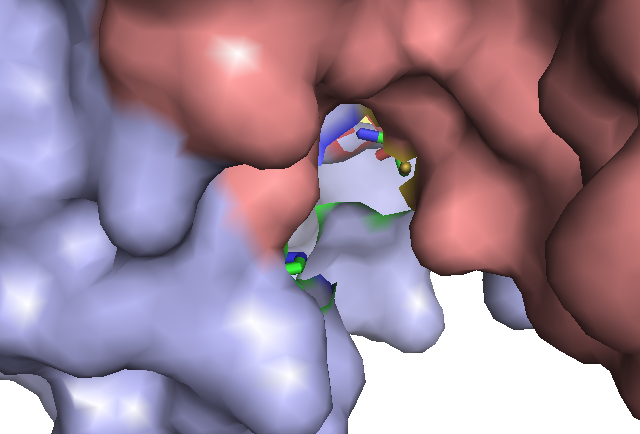
胱天蛋白酶3活性位点的Cys-285（黄色）和His-237（绿色和深蓝色），p12亚基为粉色，p17亚基为浅蓝色；在Pymol中从1rhm.pdb生成的图像

胱天蛋白酶3的催化位点涉及Cys-163的硫醇基团和His-121的咪唑环。His-121稳定关键天冬氨酸残基的羰基，而Cys-163则攻击最终裂解肽键。Cys-163和Gly-238还可以通过氢键稳定底物-酶复合物的四面体过渡态。在体外，已发现胱天蛋白酶3更喜欢肽序列 DEVDG（Asp-Glu-Val-Asp-Gly），其切割发生在第二个天冬氨酸残基的羧基侧（D和G之间）。胱天蛋白酶3在较宽的pH范围内具有活性，该范围比许多其他执行型胱天蛋白酶稍高（碱性更强）。这一广泛的范围表明胱天蛋白酶3在正常和凋亡细胞条件下都可以完全活跃。

## 激活
胱天蛋白酶3在凋亡细胞中通过外在（死亡配体）和内在（线粒体）途径被激活。胱天蛋白酶3的酶原特征是必要的，因为如果不受调节，胱天蛋白酶的活性会不加区别地杀死细胞。作为执行型胱天蛋白酶，胱天蛋白酶3酶原实际上没有活性，直到凋亡信号事件发生后被启动型胱天蛋白酶切割。此类信号事件之一是将颗粒酶B引入杀伤性T细胞针对凋亡的细胞中，该颗粒酶B可以激活启动型胱天蛋白酶。这种外在激活随后触发细胞凋亡途径的标志性胱天蛋白酶级联特征，其中胱天蛋白酶3发挥主导作用。在内在激活过程中，来自线粒体的细胞色素c与胱天蛋白酶9、凋亡激活因子1（Apaf-1）和ATP结合作用来处理胱天蛋白酶3酶原。这些分子足以在体外激活胱天蛋白酶3，但体内还需要其他调节蛋白。山竹（Garcinia mangostana）提取物已被证明可以抑制β淀粉样蛋白处理的人类神经元细胞中胱天蛋白酶3的激活。

## 抑制
抑制胱天蛋白酶的一种方法是通过IAP（凋亡抑制剂）蛋白家族，其中包括c-IAP1、c-IAP2、XIAP和ML-IAP。XIAP结合并抑制启动型胱天蛋白酶9，后者直接参与执行型胱天蛋白酶3的激活。然而，在胱天蛋白酶级联过程中，胱天蛋白酶3通过在特定位点切割胱天蛋白酶9来抑制XIAP的活性，从而阻止XIAP结合来抑制胱天蛋白酶9的活性。

## 相互作用
胱天蛋白酶3已被证明可以与以下物质相互作用：
- 胱天蛋白酶8（CASP8）[31][32]
- NMT2[33]
- CFLAR[34][35]
- DCC[36]
- GroEL[37][38]
- HCLS1[39][40]
- Survivin[41][42]
- TRAF3[43][44]
- XIAP[45][46][47][48][49][50]
- NFE2L2[51]

## 生物学功能
人们发现胱天蛋白酶3对于正常的大脑发育是必需的，它在细胞凋亡中也发挥着典型作用，负责染色质浓缩和DNA碎裂。血液中胱天蛋白酶3片段（p17）水平升高是近期心肌梗死的征兆。现在的研究表明，胱天蛋白酶3可能在胚胎和造血干细胞分化中发挥作用。

## 拓展阅读
- Cohen GM. . The Biochemical Journal. August 1997, 326 (Pt 1): 1–16. PMC 1218630 . PMID 9337844. doi:10.1042/bj3260001.
- Roig J, Traugh JA. . Vitamins & Hormones 62. 2001: 167–98. ISBN 9780127098623. PMID 11345898. doi:10.1016/S0083-6729(01)62004-1.
- Zhao LJ, Zhu H. . Current Drug Targets. Immune, Endocrine and Metabolic Disorders. December 2004, 4 (4): 265–75. PMID 15578977. doi:10.2174/1568008043339668.
- Le Rouzic E, Benichou S. . Retrovirology. 2006, 2 (1): 11. PMC 554975 . PMID 15725353. doi:10.1186/1742-4690-2-11 .
- Sykes MC, Mowbray AL, Jo H. . Circulation Research. February 2007, 100 (2): 152–4. PMID 17272816. S2CID 12684325. doi:10.1161/01.RES.0000258171.08020.72.